# Mário Rui Correia Tomás
Mário Rui Correia Tomás, noto semplicemente come Marinho (Lisbona, 26 aprile 1983), è un ex calciatore portoghese, di ruolo attaccante.

## Carriera
Dal 2011 al 2019 ha militato nell'Académica. Nella sua prima stagione a Coimbra colleziona appena 4 presenze con la maglia dell'Académica ma si rende decisivo in Coppa: grazie ad un suo gol in finale contro lo Sporting Lisbona dopo soli 3 minuti di gioco regala il successo alla sua squadra.

## Palmarès

### Club

#### Competizioni nazionali
- Coppa del Portogallo: 1

Académica: 2011-2012